# 前京县
前京县，中国古县名。
南朝梁天监七年（508年）置，治所在今上海市金山区南杭州湾中的大金山岛、小金山岛一带（此處當時為陸地）。南梁属信义郡，南陈属海宁郡，寻复属信义郡。隋灭陈后，废。